# ФК Валмиера
„ФК Валмиера Глас ViA“ или просто Валмиера (на латвийски: Valmiera Glass ViA)) е латвийски футболен клуб от едноименния град Валмиера. Домакинските си срещи играе на стадион „Янис Далинш“ с капацитет 2000 зрители.

## История
След отказа на футболен клуб „Гауя“ през 1994 година да играе в Първа лига на Латвия, във Валмиера се появява нов футболен отбор, който почва да играе с името на града в Първа лига вместо „Гауя“.
На 29 февруари 1996 година е основано о́бщество „Ва́лмиерский футбо́льный клуб“ (Шаблон:Lang-lv), което поема ръководството на клуба. В същата година Валмиера завоюва 2-рото място в Първа лига и след решаващите плейофи със „Сконто/Металс“, си заработва участието във Висшата лига.

## Успехи
Вирслига
- Шампион 2022
- Вицешампион 2021

Купа на Латвия
- 1/4 финал (5): 1999, 2000, 2001, 2002, 2011

Първа лига
- Победител (1): 2017